# Ridiculousness
Ridiculousness is een MTV-programma met internetfilmpjes.
Het programma begon op 29 augustus 2011. Het programma wordt gepresenteerd door Rob Dyrdek. Zijn sidekicks zijn Sterling "Steelo" Brim en Chanel West Coast. Vaak zijn er gasten, veel uit extreme sports of muziek. Ridiculousness is te vergelijken met programma's als Tosh.0.